# 映美くらら
映美 くらら（えみ くらら、1979年6月15日 - ）は、日本の女優。元宝塚歌劇団月組トップ娘役。
熊本県、熊本信愛女学院高等学校出身。ジャパン・ミュージックエンターテインメント（イー・コンセプト）所属。愛称は「くらら」、「くらリン」。

## 来歴
1997年、宝塚音楽学校入学。
1999年、宝塚歌劇団に85期生として入団。入団時の成績は11番。雪組公演「再会／ノバ・ボサ・ノバ」で初舞台。組まわりを経て星組に配属。
華麗な美貌とダンスで早くから注目を集め、2001年の「花の業平」で新人公演初ヒロイン。続く「イーハトーヴ 夢」（バウホール・日本青年館公演）で、バウホール・東上公演初ヒロイン。同公演千秋楽翌日となる6月30日付で月組へ組替えとなり、7月3日付で月組トップ娘役に就任。入団3年目でのトップ就任は、黒木瞳の2年目に次ぐスピード昇格となり話題を呼んだ。紫吹淳の相手役として、同年の「大海賊／ジャズマニア」でトップコンビ大劇場お披露目。
2004年に紫吹が退団後は彩輝直を2人目の相手役に迎え、同年10月10日、彩輝との新トップコンビ大劇場お披露目となる「飛鳥夕映え／タカラヅカ絢爛II」東京公演千秋楽をもって、宝塚歌劇団を退団。
退団後はジャパン・ミュージックエンターテインメント（イー・コンセプト）所属となり、芸能活動を再開。
2012年の昼帯ドラマ『鈴子の恋 ミヤコ蝶々女の一代記』（フジテレビ系）で、テレビドラマ初主演。ミヤコ蝶々を演じる。
2015年、3歳年上の会社経営の男性と結婚したことを発表。
2017年に第一子となる男児を、2019年には第二子となる女児を出産している。

## 宝塚歌劇団時代の主な舞台

### 初舞台
- 1999年4 - 5月、雪組『再会』『ノバ・ボサ・ノバ』（宝塚大劇場）[6]

### 組まわり
- 1999年5 - 6月、月組『螺旋のオルフェ』『ノバ・ボサ・ノバ』（宝塚大劇場のみ）
- 1999年7 - 8月、雪組『再会』『ノバ・ボサ・ノバ』（1000days劇場）

### 星組時代
- 2000年1 - 2月、『我が愛は山の彼方に』『グレート・センチュリー』（1000days劇場のみ）
- 2000年3月、『Love Insurance』（ドラマシティ）
- 2000年5 - 6月、『黄金のファラオ』『美麗猫（ミラキャット）』（宝塚大劇場）
- 2000年7 - 8月、『Love Insurance』（赤坂ACTシアター）
- 2000年8 - 9月、『黄金のファラオ』『美麗猫（ミラキャット）』（1000days劇場）
- 2000年10 - 11月、『花吹雪 恋吹雪』（バウホール・日本青年館） - 茶々[10][11]
- 2001年1 - 2月、『花の業平』 - 若葉、新人公演：藤原高子（本役：星奈優里）『夢は世界を翔けめぐる』（宝塚大劇場のみ） 新人公演初ヒロイン[9][10][6]
- 2001年3 - 5月、『ベルサイユのばら2001-オスカルとアンドレ編-』（東京宝塚劇場のみ） - 小公女／幼少オスカル、新人公演：ロザリー（本役：秋園美緒）
- 2001年6月、『イーハトーヴ 夢』（バウホール・日本青年館） - 宮澤トシ／少女 バウ・東上初ヒロイン[10][11][15]

### 月組トップ娘役時代
- 2001年8 - 9月、『大海賊』 - エレーヌ『ジャズマニア』（東京宝塚劇場のみ） 大劇場トップお披露目公演[13][10][6]
- 2001年10 - 11月、『大海賊』 - エレーヌ『ジャズマニア』（全国ツアー）
- 2002年1 - 5月、『ガイズ&ドールズ』 - サラ・ブラウン[10][6][15]
- 2002年6 - 7月、『サラン・愛』 - 金淑英『ジャズマニア』（全国ツアー）
- 2002年8 - 12月、『長い春の果てに』 - エヴァ『With a Song in my Heart』[10][6]
- 2003年2月、『長い春の果てに』 - エヴァ『With a Song in my Heart』（中日劇場）
- 2003年4 - 8月、『花の宝塚風土記（ふどき）』『シニョール ドン・ファン』 - ジル
- 2003年11 - 2004年3月、『薔薇の封印』 - ジェニファー／リディア／ポーラ
- 2004年1月、花組『アプローズ・タカラヅカ!』（宝塚大劇場） Wエトワール[注釈 1]
- 2004年4 - 5月、『ジャワの踊り子』（全国ツアー） - アルヴィア[6]
- 2004年6 - 10月、『飛鳥夕映え』 - 瑪瑙『タカラヅカ絢爛II』 退団公演[14][7][6]

### 出演イベント
- 2001年6月、TCAスペシャル2001『タカラヅカ夢世紀』
- 2002年6月、TCAスペシャル2002『LOVE』
- 2003年5 - 6月、紫吹淳ディナーショー『RIKA』[16]
- 2003年6月、TCAスペシャル2003『ディア・グランド・シアター』
- 2003年9 - 10月、紫吹淳コンサート『Lica-Rika／L.R』[17]
- 2004年7月、TCAスペシャル2004『タカラヅカ90』
- 2004年8月、映美くららミュージック・サロン『マイ・スイート・メモリー』 主演[15]

## 宝塚歌劇団退団後の出演作

### テレビドラマ
- ナニワ金融道6（2005年1月3日、フジテレビ） - 内田圭子 役
- よるドラ「笑う三人姉妹」（2005年5月 - 6月、NHK） - 堀北看護師 役
- プリマダム（2006年4月 - 6月、日本テレビ） - 三崎レイ 役
- 花嫁は厄年ッ! 第4話（2006年7月27日、TBS） - 池内美乃 役
- 相棒（テレビ朝日）
  - シーズン6 第10話「寝台特急カシオペア殺人事件!」（2008年1月1日） - 根元雪実 役
  - シーズン9 第12話「招かれざる客」（2011年1月19日） - 水口君代 役
  - シーズン22 第12話「その頬に触れるな」(2024年1月10日)   - 丹生初音 役
- 警視庁捜査一課9係（テレビ朝日）
  - シーズン3 第6話（2008年5月21日） - 今泉千恵 役
  - シーズン7 第9話（2012年8月29日） - 青田ほのか 役
- 月曜ゴールデン（TBS）
  - 西村京太郎サスペンス 探偵 左文字進(13)（2009年1月5日） - 下田夏葉 役
  - 狩矢警部シリーズ(12)（2012年11月19日） - 沖麗子 役
- 土曜ワイド劇場（テレビ朝日系）
  - 「法律事務所(3)」（2009年4月4日、テレビ朝日） - 渡辺愛 役
  - 「さすらいの女弁護士 山岸晶」（2010年7月24日、朝日放送） - 佐々木芳江 役
  - 「西村京太郎トラベルミステリー(54)」（2010年10月2日、テレビ朝日） - 宮本真理 役
  - 「法医学教室の事件ファイル(33)」（2011年6月11日、テレビ朝日） - 倉島留美 役
  - 「狩矢父娘シリーズ(13)」（2011年10月22日、テレビ朝日） - 井丘尚美 役
  - 「はみだし弁護士・巽志郎(12)」（2012年10月20日、朝日放送） - 堀井佳子 役
- 美向上計画〜鈴木凛子、29歳〜（2009年4月6日 - 9月28日、関西テレビ） - 鈴木凛子 役
- ママは昔パパだった（2009年8月 - 9月、WOWOW） - 有馬みか 役
- ギネ 産婦人科の女たち（2009年10月 - 12月、日本テレビ） - 木村明子 役
- 水戸黄門 第41部 第8話「貞淑妻の意外な過去・奈良」（2010年5月31日、TBS） - お美代 役
- いぬのおまわりさん（2010年7月4日、毎日放送） - 大久保尚美 役
- ホタルノヒカリ2 第1話（2010年7月7日、日本テレビ） - 女B 役
- 霊能力者 小田霧響子の嘘 第3話（2010年10月24日、テレビ朝日） - 森野弘子 役
- おみやさん 第8シリーズ 第3話（2011年5月12日、テレビ朝日） - 立原佐代子 役
- 鈴子の恋 ミヤコ蝶々女の一代記（2012年1月5日 - 3月30日、東海テレビ） - 主演・日向鈴子（ミヤコ蝶々） 役
- 世にも奇妙な物語 '12春の特別編「ワタ毛男」（2012年4月21日、フジテレビ） - 土屋奈保 役
- サマーレスキュー〜天空の診療所〜 第1話（2012年7月8日、TBS） - 高橋恵 役
- 金曜プレステージ「松本清張没後20年特別企画・疑惑」（2012年11月9日、フジテレビ） - 白河静香 役
- 郷土の偉人シリーズ（テレビ熊本）
  - 郷土と共に歩んだ真の指導者 河津寅雄（2012年10月28日） - 河津チヨメ 役[18]
  - 広告の先駆者・光永星郎 ～健・根・信を貫いた男～（2014年10月26日） - 光永ツギ[19]
  - 絆を通した種山石工 橋本勘五郎 ～明日に架ける橋～（2016年10月30日） - ナビゲーター[20]
  - 合志義塾 ～カタルパの樹がつなぐ明日～（2017年10月29日） - ナビゲーター[21]
  - 土地改良の詩・冨田甚平（2018年11月4日） - ナビゲーター[22]
- 連続テレビ小説（NHK）
  - 純と愛 第79回 - （2013年1月5日 - ） - 天草蘭 役
  - おちょやん 第21回 - （2021年1月4日 - ） - 薮内清子 役[23]
- カウンターのふたり シーズン2 第14話「指名手配の女」（2013年2月1日、TwellV） - 怖がられた女 役
- 水木しげるのゲゲゲの怪談「不死鳥を飼う男」（2013年8月31日、フジテレビ） - 尾崎絹代 役
- 特捜最前線2013〜7頭の警察犬（2013年9月29日、テレビ朝日） - 明美 役
- プレミアムよるドラマ「黒猫、ときどき花屋」第2話（2013年10月8日、NHK BSプレミアム） - 美穂 役
- 白衣のなみだ（2013年、東海テレビ） - 山口菜月 役
- 科捜研の女 第13シリーズ 第4話（2013年11月7日、テレビ朝日） - 長宮茜 役
- 新春ドラマスペシャル “新参者”加賀恭一郎「眠りの森」（2014年1月2日、TBS） - 宮本清美 役
- ドラマW「血の轍」（2014年1月19日 - 2月9日、WOWOW） - 兎沢瑠美子 役
- 木曜時代劇「銀二貫」（2014年4月10日 - 6月5日、NHK） - お広 役
- ペテロの葬列（2014年7月7日 - 9月15日、TBS系） - 高野千夏 役
- だましゑ歌麿IV（2014年9月6日、テレビ朝日） - お里 役
- SAKURA〜事件を聞く女〜 第5話（2014年11月17日、TBS） - 市丸光代 役
- 破門（2015年1月 - 3月、BSスカパー!） - 多田真由美 役
- マザー・ゲーム〜彼女たちの階級〜（2015年4月14日 - 6月16日、TBS） - 山川真美子 役
- 紅雲町珈琲屋こよみ（2015年4月29日、NHK） - 小宮山真知子 役
- ホテルコンシェルジュ 第4話（2015年7月28日、TBS） - 徳永みゆき 役
- 僕らプレイボーイズ 熟年探偵社 最終話（2015年9月11日、テレビ東京） - 吉崎文香 役
- 掟上今日子の備忘録 第1話（2015年10月10日、日本テレビ） - 紗流 役
- 刑事バレリーノ（2016年1月9日、日本テレビ） - 臼島月子 役
- ドルチェの雫（2016年2月12日、NHK BSプレミアム） - 鈴木かなえ 役
- 螻蛄（2016年2月 - 3月、BSスカパー!） - 多田真由美 役
- 99.9-刑事専門弁護士-（TBS） - 佐田由紀子 役
  - SEASON I （2016年4月17日 - 6月19日）
  - SEASONII（2018年1月14日 - 3月18日）
  - 完全新作SP新たな出会い篇～映画公開前夜祭～（2021年12月29日）[24]
- シグナル 長期未解決事件捜査班 第9話（2018年6月5日、関西テレビ） - 元村（井口）奈々 役
- 刑事7人 第4シリーズ 第8話（2018年8月29日、テレビ朝日） ‐ 天草泉 役
- 金曜プレミアム 「赤い霊柩車シリーズ37」（2018年11月16日、フジテレビ） ‐ 駒菊 役
- チート〜詐欺師の皆さん、ご注意ください〜（2019年10月17日、読売テレビ） ‐ 望月亮子 役
- 警視庁・捜査一課長スペシャル8（2020年1月3日、テレビ朝日） - 薄田飛鳥 役
- 極主夫道 第2話（2020年10月18日、日本テレビ） - 山本明美 役
- 警視庁ゼロ係 SEASON5 第7話（2021年6月11日、テレビ東京） - 佐田菜穂 役
- シェフは名探偵 第3話（2021年6月21日、テレビ東京） - 新城鈴加 役
- 仮面ライダーリバイス（2021年9月5日 - 2022年8月28日、テレビ朝日） - 五十嵐幸実 役[25]
- 駐在刑事 Season3 第5話 - 最終話（2022年2月11日 - 2月25日、テレビ東京） - 霧下真澄 役
- となりのチカラ（2022年1月20日 - 3月31日、テレビ朝日） - 木次達代 役
- シャイロックの子供たち（2022年10月9日 - 11月6日、WOWOW） - 西木妙子 役
- ケイジとケンジ、時々ハンジ。 第3話（2023年4月27日、テレビ朝日） - 松久保三奈江 役
- ラストマン-全盲の捜査官- 第3話（2023年5月7日、TBS） - 羽鳥千晴 役[26]
- リズム（2023年7月5日 - 7月26日、フジテレビ） - 加賀美遥子 役[27]
- 拝啓、奇妙なお隣さま（2023年7月16日、テレビ朝日） - 桑部紗江 役[28]
- ブラックポストマン 第3話（2023年9月1日、テレビ東京） - 波多野麻里 役[29]
- 家政夫のミタゾノ 第6シリーズ 第7話（2023年11月21日、テレビ朝日） - 矢崎みゆき 役[30][31]
- 月とケーキ 第2話 - （2023年10月10日 - 、フジテレビ） - 梨花 役
- リビングの松永さん（2024年1月9日 - 3月26日、関西テレビ・フジテレビ） - 園田朋子 役[32]
- ハコビヤ 第5話（2024年2月10日、テレビ東京） - 柴田あかり 役[33]
- ダブルチート 偽りの警官 Season1 第4話（2024年5月17日、テレビ東京・WOWOW） - 藤澤倫子 役[34]
- スカイキャッスル（2024年7月25日 - 9月26日、テレビ朝日） - 山田希美 役[35]
- 未来の私にブッかまされる!?（2024年10月7日 - 、NHK総合） - クレーマーマダム 役[36]
- 海に眠るダイヤモンド（2024年10月20日 - 12月22日、TBS） - 町子 役
- ウイングマン（2024年10月23日 - 12月25日、テレビ東京） - 松岡先生 役[37]
- 大河ドラマ べらぼう〜蔦重栄華乃夢噺〜 第2回 -（2025年1月12日 -  、NHK） - 大崎 役[38]
- 法廷のドラゴン 第7話・最終話（2025年2月28日・3月7日、テレビ東京） - 黒須直実 役[39]
- 特捜9 final season 第2話（2025年4月16日、テレビ朝日） - 奥原杏里 役[40]
- ダメマネ! -ダメなタレント、マネジメントします- 第4話・最終話（2025年5月11日・6月22日、日本テレビ） - 直子 役
- イグナイト -法の無法者- 第7話・第8話・最終話（2025年5月30日・6月6日・27日、TBS） - 桐石綾 役[41]
- 愛の、がっこう。 第1話・第2話（2025年7月10日・17日、フジテレビ） - 沢口あかり 役
- 夜の道標 -ある容疑者を巡る記録-（2025年9月14日〈予定〉 - 、WOWOW） - 平良澄子 役[42]

### 配信ドラマ
- 神児遊助のげんきのでる恋 第9話（2009年9月1日、BeeTV） - 蒔子 役
- リバイスレガシー 仮面ライダーベイル（2022年3月27日 - 5月22日、東映特撮ファンクラブ） - 五十嵐幸実 役[43]
- 『劇場版 仮面ライダーリバイス』スピンオフ配信ドラマ『Birth of Chimera』（2022年7月22日、東映特撮ファンクラブ）[44]

### 映画
- 昴-スバル-（2009年3月20日、ワーナー・ブラザース映画） - マリコ 役
- HOME 愛しの座敷わらし（2012年4月28日、東映）
- 461個のおべんとう（2020年11月6日、東映） - 浅井周子 役[45]
- 仮面ライダーシリーズ
  - 仮面ライダー ビヨンド・ジェネレーションズ（2021年12月17日、東映） - 五十嵐幸実 役[46]
  - 劇場版 仮面ライダーリバイス バトルファミリア（2022年7月22日、東映） - 五十嵐幸実 役[47]
  - 仮面ライダーギーツ×リバイス MOVIEバトルロワイヤル（2022年12月23日、東映） - 五十嵐幸実 役[48]
- 99.9-刑事専門弁護士-THE MOVIE（2021年12月30日、松竹） - 佐田由紀子 役[49]
- 夏空ダンス（2023年6月30日、イオンエンターテイメント）[50]
- アンダーニンジャ（2025年1月24日、東宝） - 野口の母 役[51]
- ババンババンバンバンパイア（2025年7月4日、松竹） - 立野珠緒 役[52][53][54]

### 舞台
- 十二夜（2006年、中日劇場） - オリヴィア 役
- 竹内まりやソングミュージカル「本気でオンリーユー」（2008年、PARCO劇場） - 川上有季 役
- 愛と青春の宝塚（2008年、新宿コマ劇場） - ベニ 役
- 赤い靴（2010年、東京芸術劇場） - キミ役
- リ・メンバー（2012年、シアターサンモール）
- ラヴ・レターズ（2015年1月10日、Zeppブルーシアター六本木） - メリッサ 役

### CM
- オフィス設計 イメージキャラクター
- サントリー「天然水 阿蘇」合唱篇
- ロート製薬「オレゾ」

## ディスコグラフィー

### キャラクターソング
| 発売日        | 商品名                         | 歌                                   | 楽曲         | 備考                                                   |
| ------------- | ------------------------------ | ------------------------------------ | ------------ | ------------------------------------------------------ |
| 2022年9月21日 | 仮面ライダーリバイス SONG BEST | 五十嵐幸実（映美くらら・大久保桜子） | 「My dream」 | Webドラマ『リバイスレガシー 仮面ライダーベイル』主題歌 |
| 2022年9月21日 | 仮面ライダーリバイス SONG BEST | 五十嵐幸実（映美くらら）             | 「My dream」 | テレビドラマ『仮面ライダーリバイス』挿入歌             |

## 受賞歴
- 2002年、『宝塚歌劇団年度賞』 - 2001年度新人賞[55]
- 2002年、『阪急すみれ会パンジー賞』 - 新人賞[56]
- 2003年、『阪急すみれ会パンジー賞』 - 娘役賞[56]
- 2004年、『宝塚歌劇団年度賞』 - 2003年度優秀賞[57]